# Adler Primus
Adler Primus является небольшим семейным автомобилем, представленным во Франкфурте, компанией Adler в марте 1932 года. Adler выпустил в этот год два равных по размеру автомобиля, один из которых следовал тогдашней новой тенденции переднего привода, которую установил DKW, второй был с традиционной конфигурацией, с задним приводом, всё ещё используемой лидером рынка Opel.
Primus представленный в начале 1932 года был первой небольшой моделью Adler с задним приводом, следующей стала переднеприводной Adler Trumpf. За консервативный дизайн отвечал Отто Гекериц, который разработал первый небольшой автомобиль для компании ещё в 1906 году. Primus 1932 года был фактически уменьшенной версией Standard 6 1927 года, в котором использовалась та же конструкция. с простым «навесным» шасси, на котором жёсткие оси автомобиля устанавливались под основанием.

## Двигатель
в начале автомобиль предлагался с четырёхцилиндровым двигателем объёмом 1504 см³, у которого заявленная максимальная выходная мощность составляла 32 л. с. (24 кВт) при 3500 об / мин. Максимальная скорость составляла 90 км / ч (56 миль / ч).

## Кузова
Два стандартных стальных кузова были предоставлены компанией Ambi-Budd из Берлина. В 1932 году покупатели Primus могли выбирать между двухдверным «лимузином» (седан) или кабриолетом. Оба устанавливались на колёсную базу в 2700 мм (110 дюймов) и имели общую длину кузова 4000 мм (160 дюймов). Рекомендованная производителем цена составила 3600 марок за седан и 4300 марок за кабриолет. Primus имел вполне конкурентоспособную цену, так как несколько месяцев спустя появился его переднеприводной брат Adler Trumpf, и базовый с объёмом двигателя в 1,5 литра Primus, спроектированный традиционным способом, стоил на 250 марок меньше по сравнению со схожим переднеприводным Trumpf.
У Primus не было решётки радиатора, но он имел отдельную хромированную рамку. С 1933 года, в результате перехода к новому модельному, Primus получил решётку радиатора, которую Trumpf с передним приводом использовал с самого начала.

## 1933 Расширение ассортимента Adler Primus
1933 год стал годом, когда на Primus и Trumpf стал доступен дополнительный двигатель объёмом 1645 см³, имевший заявленную максимальную мощность в 38 л. с. (28 кВт) при 3800 об / мин и максимальную скорость 95 км / ч (59 миль / ч). В этом году покупатели могли также выбрать четырёхдверный седан с шестиместным кузовом, при этом дополнительная длина пассажирского салона кузова с шестью местами была достигнута за счёт удлинения салона. Появился и небольшой шкафчик для багажа сзади. По-прежнему предлагался кабриолет. Четырёхдверные автомобили с кузовом седан стоили на целых 650 марок больше, чем их двухдверные аналоги. Прайс-листы того времени также отмечали версию Adler Primus «Pullman-Limousine» с длинной колёсной базой, но неизвестно, производились ли они на самом деле.

## Продажи
Adler Primus предлагался с двигателем объёмом 1504 см³ до 1934 года, а с двигателем объёмом 1,645 см³ до мая 1936 года. За это время было произведено 6713 автомобилей. Несмотря на то, что переднеприводной брат превзошёл его по продажам, объём продаж Primus также достиг высокого уровня, и в совокупности Trumpf и Primus быстро превзошли показатели, достигнутые конкурирующими с ними моделями от Opel , Wanderer и Mercedes-Benz.

## Возрождение Adler Primus 1937 года
Спустя восемь месяцев после выпуска последнего Adler Primus появился обновлённый Primus, всё ещё с задним приводом, двигателем объёмом 1645 см³, для которого была заявлена максимальная мощность 38 л. с. (28 кВт), и всё той же колёсной базой в 2700 мм (110 дюймов). Единственным предложенным кузовом был двухдверный «лимузин» (седан), который, как и прежде, производился специалистами по автомобильным стальным кузовам Ambi-Budd из Берлина. Karmann из Оснабрюка также выступил с предложением о создании кузова для Primus 1937 года, но конструкция кузова Karmann так и не была доведена до производства.
Заявленная максимальная скорость теперь увеличилась до 100 км / ч (63 мили в час), хотя, поскольку кузов был немного тяжелее, чем раньше, а максимальная мощность и трансмиссия остались неизменными, трудно понять, достоверны ли эти заявления об улучшении характеристик. Тем не менее, новый кузов следуя моде того времени был более обтекаемым.
Primus 1937 года, известный как Adler Primus 1.7 E, стоил 3600 марок, что на целых 500 марок ниже рекомендованной производителем цены на переднеприводной Trumpf с аналогичным кузовом, на котором производитель и его покупатели теперь концентрировались. Тем не менее, с момента его появления в начале 1937 года и до прекращения выпуска в марте 1938 года Adler произвёл 990 модернизированных моделей Primus.